# 大野 (新城市)
大野（おおの）は、愛知県新城市の地名。

## 地理

### 河川・池沼
- 宇連川
- 真立川

### 交通
- 愛知県道439号能登瀬新城線
- 国道151号
- 愛知県道442号鳳来佐久間線
- 愛知県道505号渋川鳳来線

## 歴史

### 沿革
- 2005年（平成17年）10月1日 - 南設楽郡鳳来町大野が合併に伴い、新城市大野となる[WEB 6]。

### 人口の変遷
国勢調査による人口および世帯数の推移。
| 1995年（平成7年）  | 394世帯 1452人 |  |
| 2000年（平成12年） | 397世帯 1407人 |  |
| 2005年（平成17年） | 399世帯 1364人 |  |
| 2010年（平成22年） | 393世帯 1224人 |  |
| 2015年（平成27年） | 370世帯 1145人 |  |
| 2020年（令和2年）  | 356世帯 1032人 |  |

## 施設
- 榎下遺跡

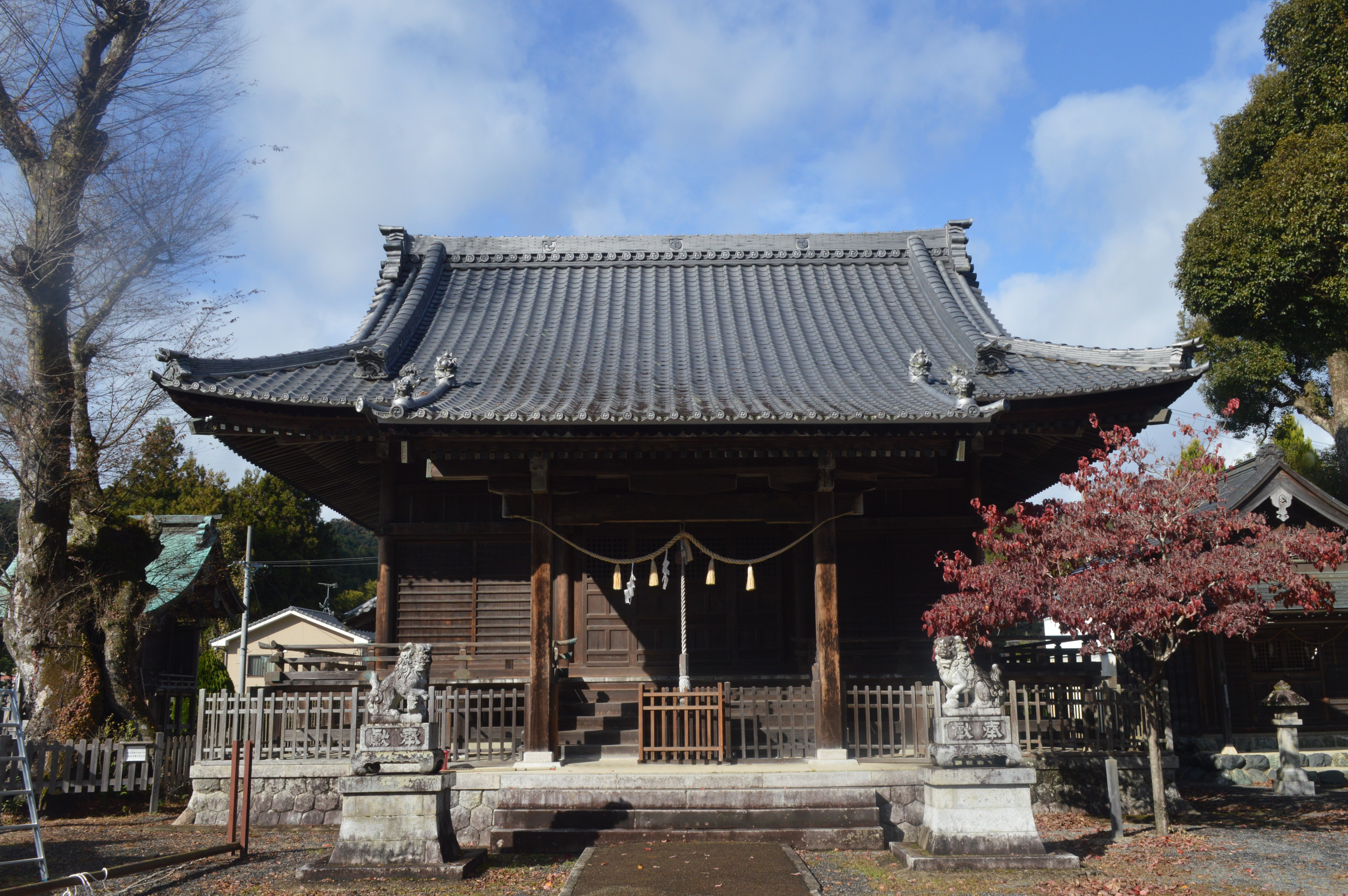
大野神社
- 琴森稲荷神社
- 淵龍寺
- 大野城山
- 大野区事務所
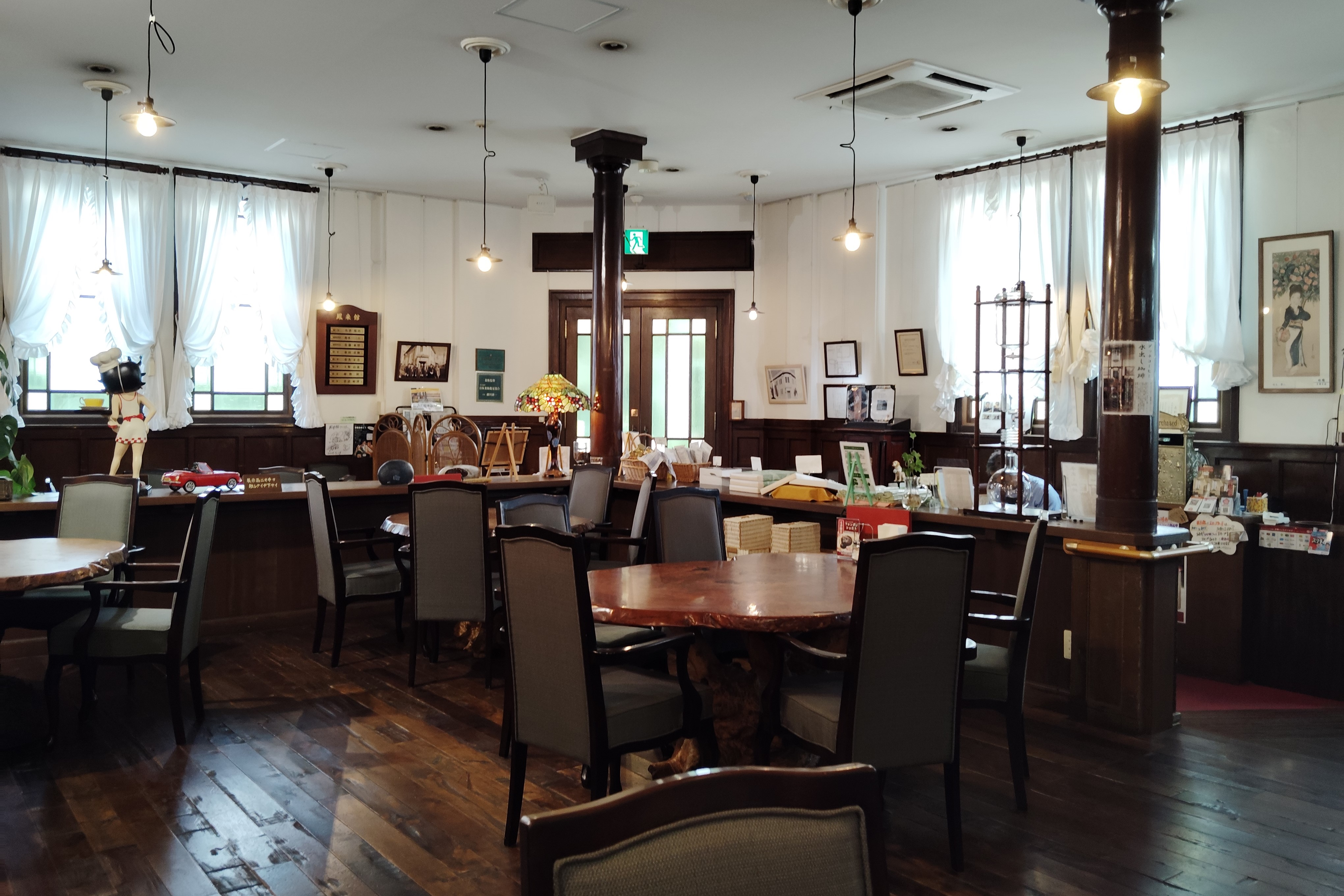
大野宿鳳来館 - 登録有形文化財。
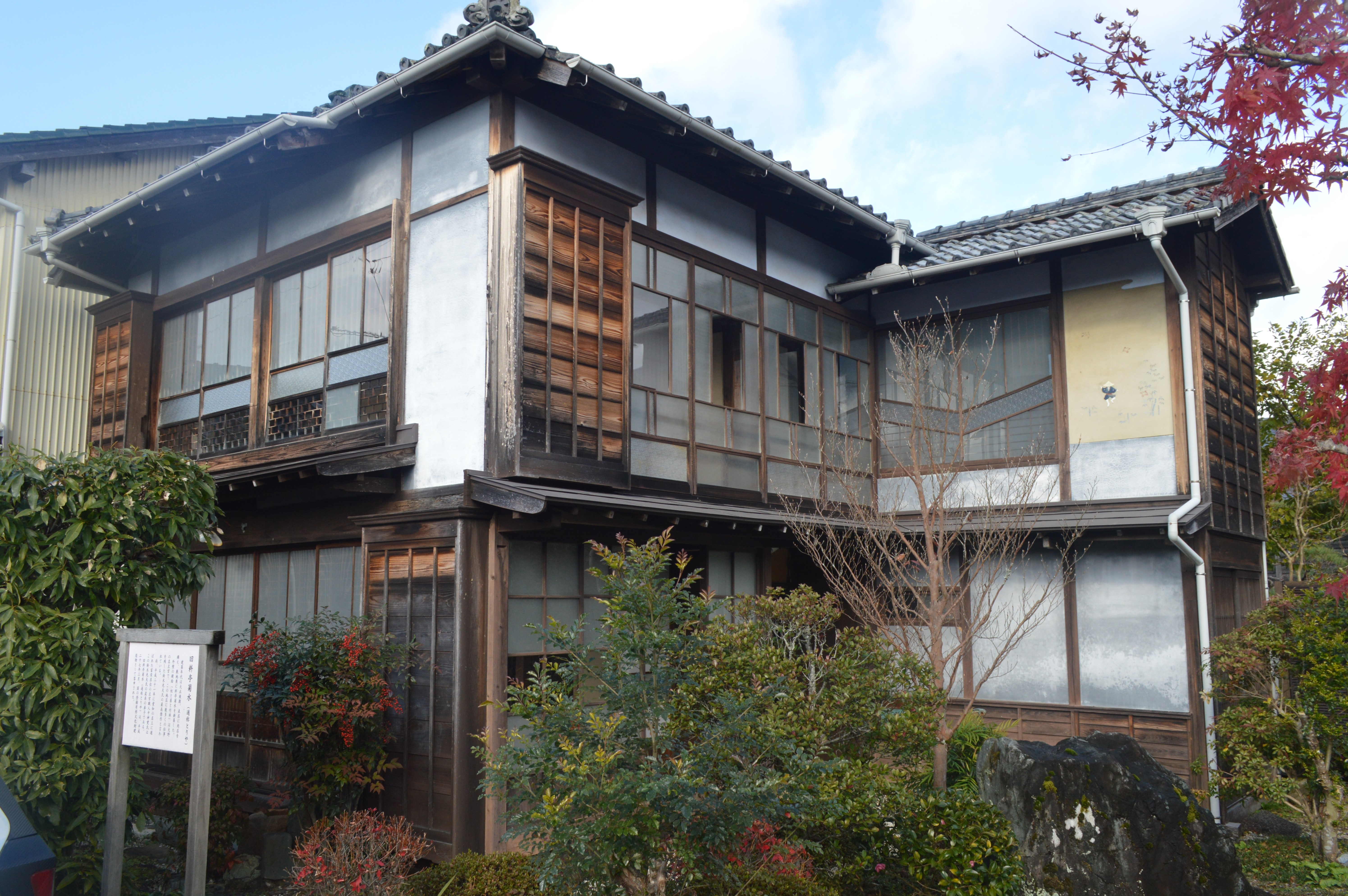
旧料亭菊水 - 登録有形文化財。
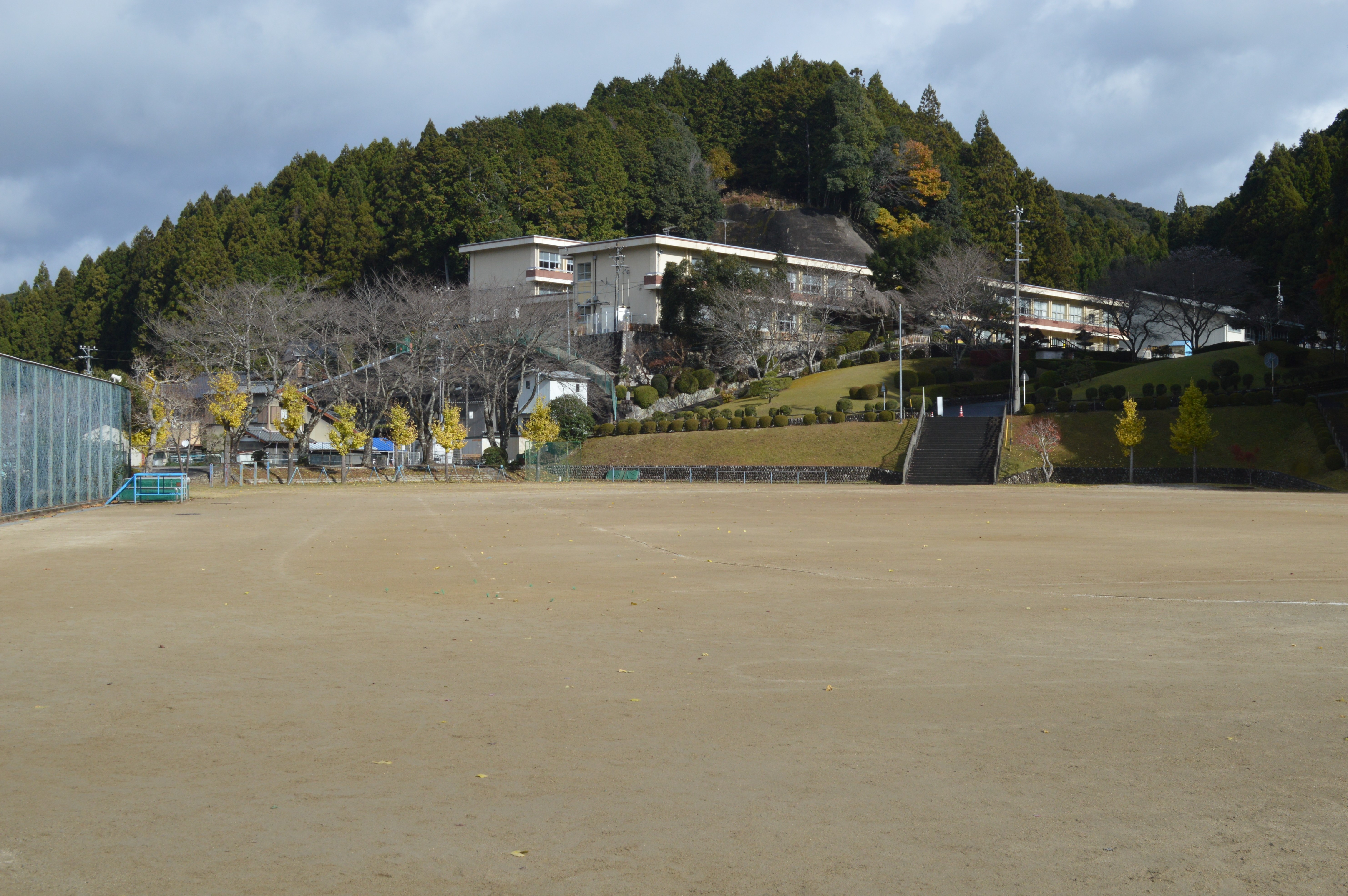
新城市立東陽小学校
- 三河大野郵便局
- 鳳来中央集会所
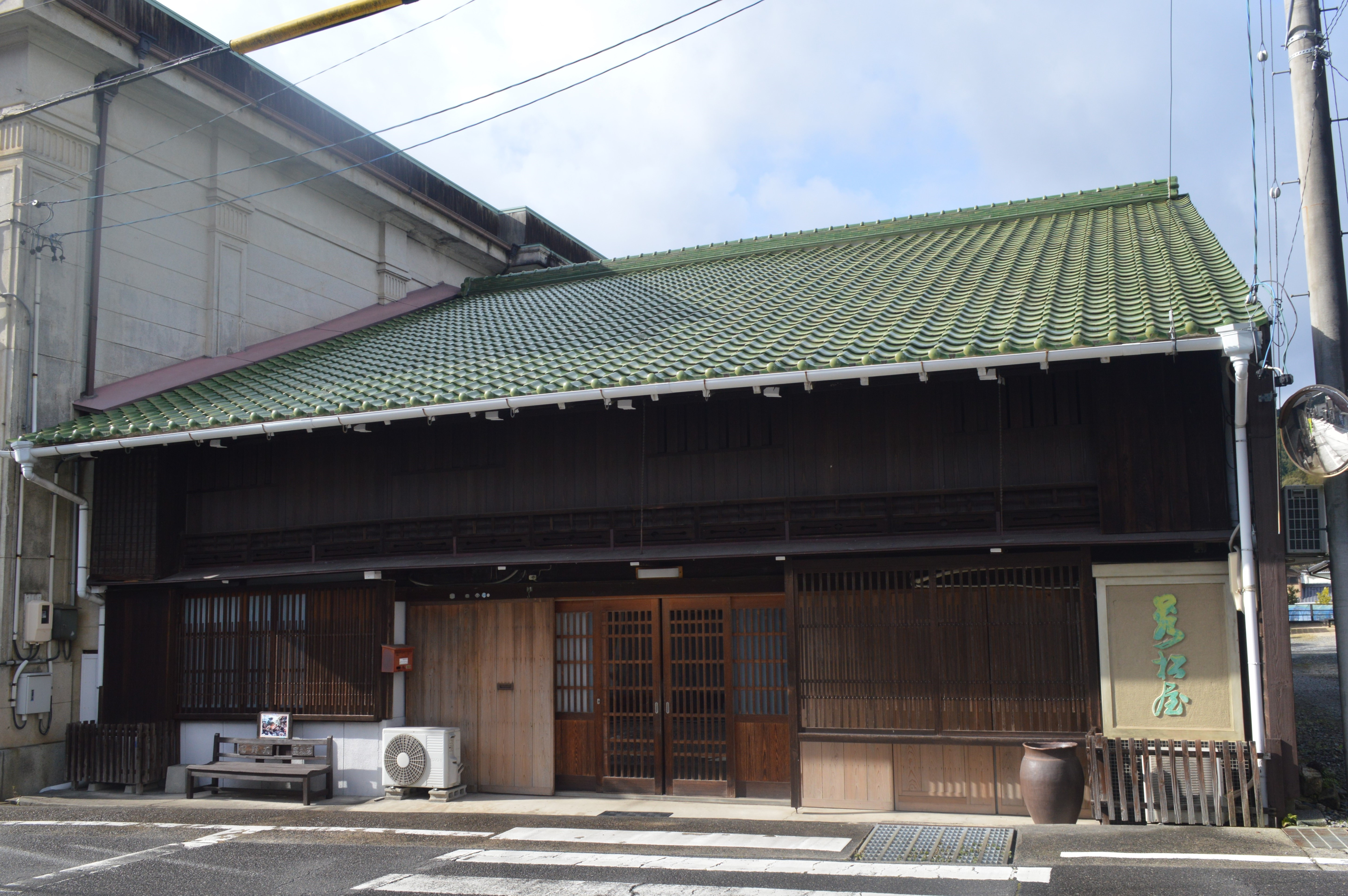
若松屋旅館
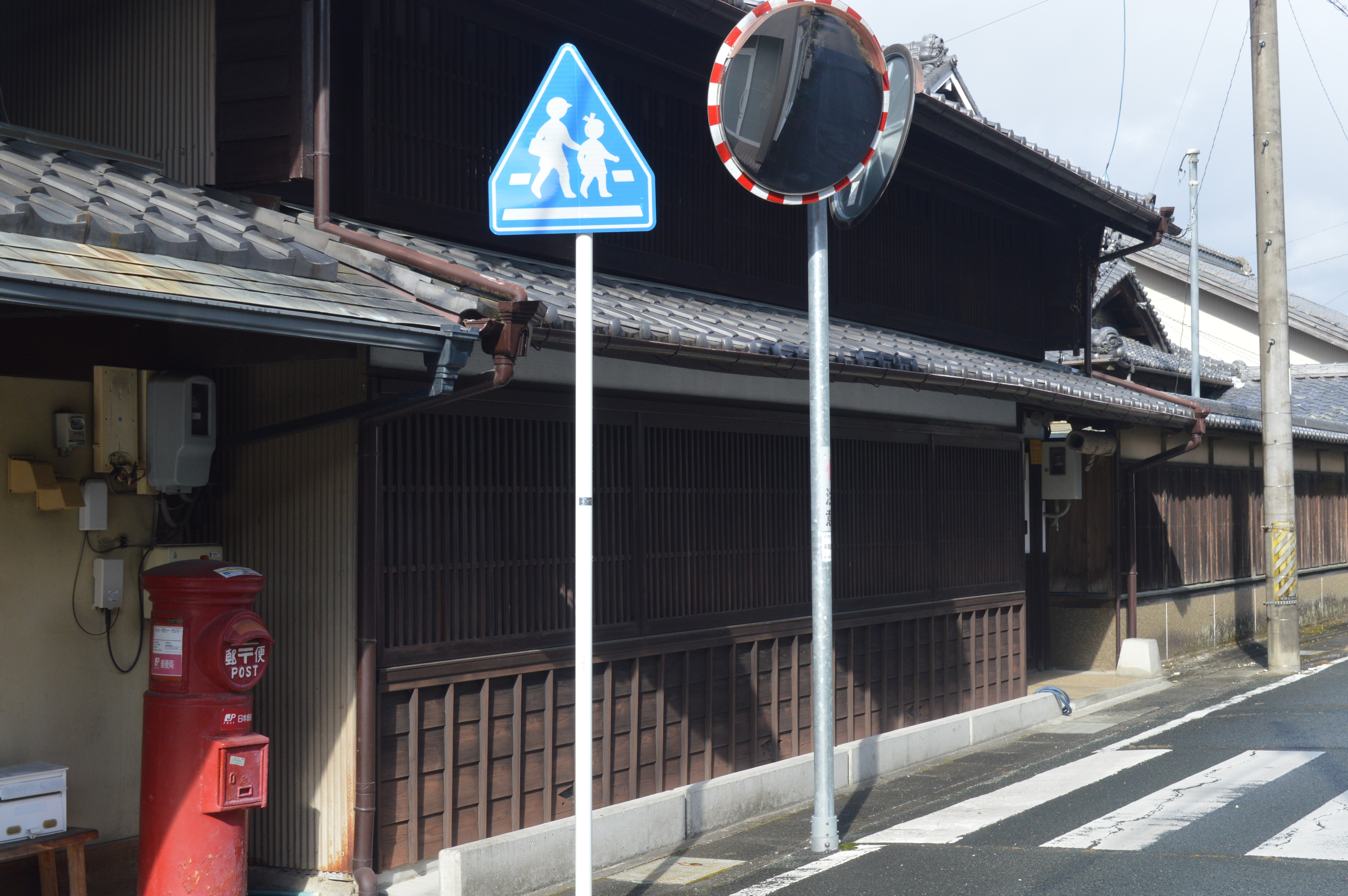
大野の町並み

- 大野神社
- 大野宿鳳来館
- 旧料亭菊水
- 新城市立東陽小学校
- 若松屋旅館
- 大野の町並み

### WEB
1. ↑  “愛知県新城市の町丁・字一覧”.   人口統計ラボ. 2024年4月28日閲覧。
2. 1 2  総務省統計局 (2022年2月10日). “令和2年国勢調査の調査結果(e-Stat) - 男女別人口，外国人人口及び世帯数－町丁・字等” (CSV). 2023年8月2日閲覧。
3. ↑  “読み仮名データの促音・拗音を小書きで表記するもの(zip形式) 愛知県” (zip).   日本郵便 (2024年2月29日). 2024年3月26日閲覧。
4. ↑  “市外局番の一覧” (PDF).   総務省 (2022年3月1日). 2022年3月22日閲覧。
5. ↑  “ナンバープレートについて”.   一般社団法人愛知県自動車会議所. 2024年1月21日閲覧。
6. ↑  “愛知県新城市の郵便番号一覧”.   日本郵便. 2024年5月2日閲覧。
7. ↑  総務省統計局 (2014年3月28日). “平成7年国勢調査の調査結果(e-Stat) - 男女別人口及び世帯数 －町丁・字等” (CSV). 2021年7月20日閲覧。
8. ↑  総務省統計局 (2014年5月30日). “平成12年国勢調査の調査結果(e-Stat) - 男女別人口及び世帯数 －町丁・字等” (CSV). 2021年7月20日閲覧。
9. ↑  総務省統計局 (2014年6月27日). “平成17年国勢調査の調査結果(e-Stat) - 男女別人口及び世帯数 －町丁・字等” (CSV). 2021年7月21日閲覧。
10. ↑  総務省統計局 (2012年1月20日). “平成22年国勢調査の調査結果(e-Stat) - 男女別人口及び世帯数 －町丁・字等” (CSV). 2021年7月21日閲覧。
11. ↑  総務省統計局 (2017年1月27日). “平成27年国勢調査の調査結果(e-Stat) - 男女別人口及び世帯数 －町丁・字等” (CSV). 2021年7月21日閲覧。